# Liste der Flüsse in Bhutan

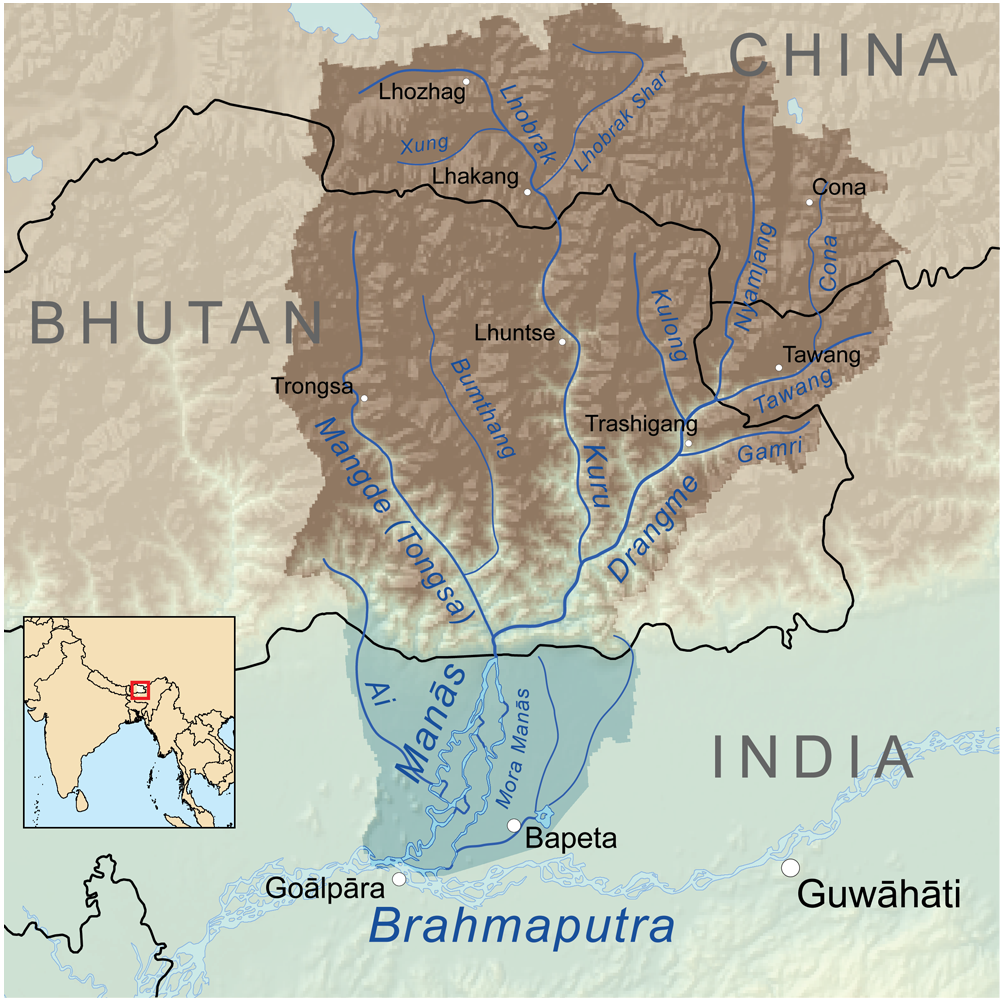
Flüsse im Einzugsgebiet des Manas

Dies ist eine Liste der Flüsse in Bhutan, alle Flüsse fließen letztlich in den Brahmaputra in Indien.
Westliches Bhutan
- Jaldhaka (auch Di Chhu)[1]
- Amo Chhu (in Indien und in Bangladesh: Torsa)[2]
- Wang Chhu (auch Thimphu Chhu; in Indien: Raidak)[2]
  - Haa Chhu[2]
  - Paro Chhu[2]
- Puna Tsang Chhu (in Indien: Sankosh)[2]
  - Mo Chhu[2]
  - Pho Chhu[2]

Östliches Bhutan
- Manas[2]
  - Mangde Chhu (auch Tongsa)[2]
    - Bumthang Chhu (auch Murchangphy Chhu)[2]
      - Dhur Chhu
      - Tang Chhu

  - Drangme Chhu (manchmal als Teil des Manas bezeichnet)
    - Kuri Chhu (auch Kuru Chhu)
      - Khoma Chhu

    - Kholong Chhu (auch Kulong Chhu)
    - Tawang Chhu
    - Gamri Chhu
- Pagladia
- Lokhaitora
- Dhansiri Nadi